# キャバン
キャバン（英語: Cavan, アイルランド語: An Cabhán）は、アイルランド共和国アルスター地方のキャバン県の県都である。また、キャバン県の最大都市である。

## 地理

### 人口
キャバンの16キロメートル圏内には約30,000人が住んでいる。

## 歴史

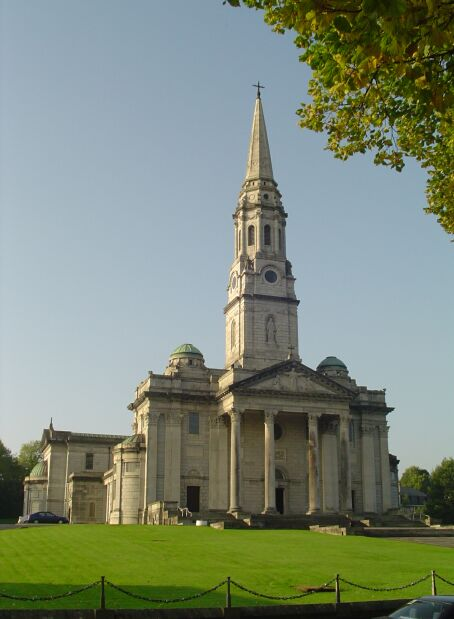
Saints Patrick and Felim 大聖堂

- 13世紀後半 - この地を支配していたオライリー家がキャバンに城を築いた。フランシスコ修道院ができた。
- 15世紀 - ビアデッド・オーエン・オライリーがダブリンとドラハダから商人を呼び寄せ、市場を開設した。
- 1610年 - イングランド王ジェームズ1世がキャバンに憲章を与えた。
- 19世紀初頭 - 地元で名をはせていたファーナムが、広い街路を建設した（ファーナム通り）。
- 19世紀後半 - アイルランド中部と西部を結ぶ鉄道路線がキャバンを通るようになった（鉄道交通の要衝となる）。
- 1903年 - 町役場が完成する。

## 姉妹都市・提携都市
- ジョネイクラン（フランス共和国 ヌーヴェル･アキテーヌ地方 ヴィエンヌ県）

## 経済

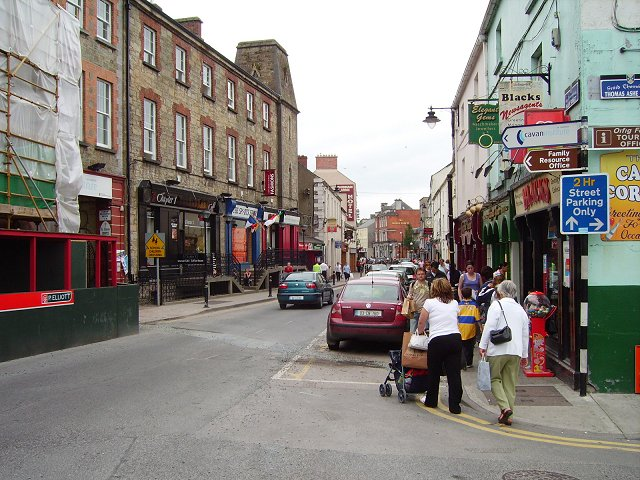
キャバン中心部

アイルランドでも地方部にあるキャバンは海外からの投資を積極的に受けている。

### 企業・地場産業
- 「キングスパン社」建造物の絶縁材メーカー
- 「アングロ・ケルト」地方紙
- レークランド酪農場
- リッフィー肉

## 交通

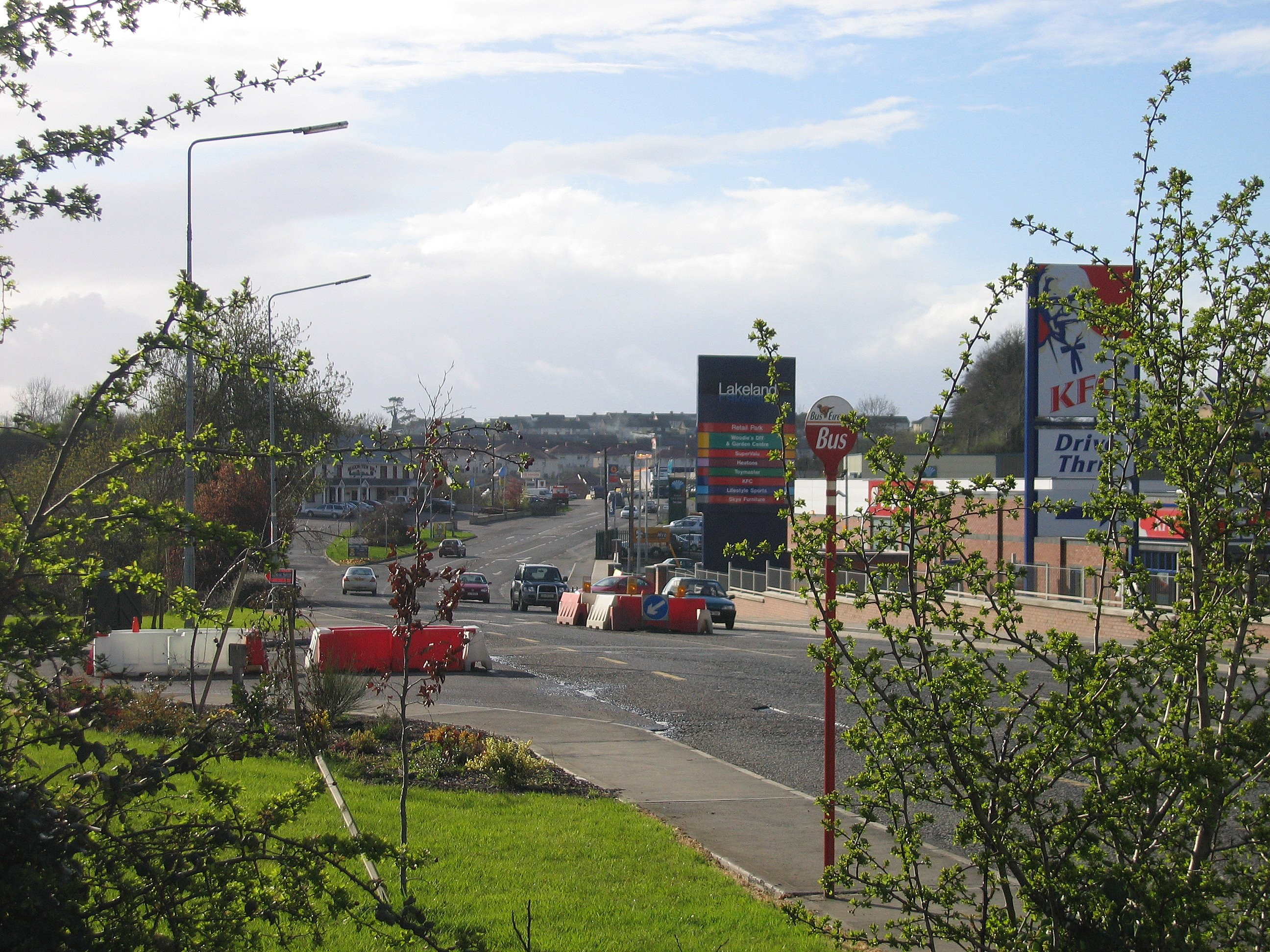
キャバンの道路

かつてキャバンには鉄道があったが、現在は廃止されており、バスが公共交通の中核である。

### 道路
道路面ではN3道路によって首都ダブリンと結ばれている。

## 観光

### 名所・旧跡
- キャバン大聖堂